# Universitat de Rennes 2
La Universitat de Rennes 2 (en francès, Université de Haute Bretagne - Rennes 2) està situada a Rennes, França.
Disposa entre d'altres de facultats d'humanitats, psicologia i lletres